# Варваровка (Павловский район)
Варваровка — село в Павловском районе Воронежской области России.
Входит в состав Русско-Буйловского сельского поселения.
| 1859 | 1897 | 2009 | 2010 |
| ---- | ---- | ---- | ---- |
| 772  | ↘711 | ↘28  | ↘23  |